# Gare de Niitsu
La gare de Niitsu (新津駅, Niitsu-eki) est une gare ferroviaire de la ville de Niigata, dans la préfecture du même nom, au Japon. Elle est gérée la compagnie JR East.

## Situation ferroviaire
La gare est située au point kilométrique (PK) 121,1 de la ligne principale Shin'etsu (depuis Naoetsu). Elle marque le début de la ligne principale Uetsu et la fin de la ligne Ban'etsu Ouest.

## Histoire
La gare a été inaugurée le 20 novembre 1897.

## Service des voyageurs

### Accueil
La gare dispose d'un bâtiment voyageurs, avec guichets, ouvert tous les jours.

### Desserte
- Ligne Ban'etsu Ouest :

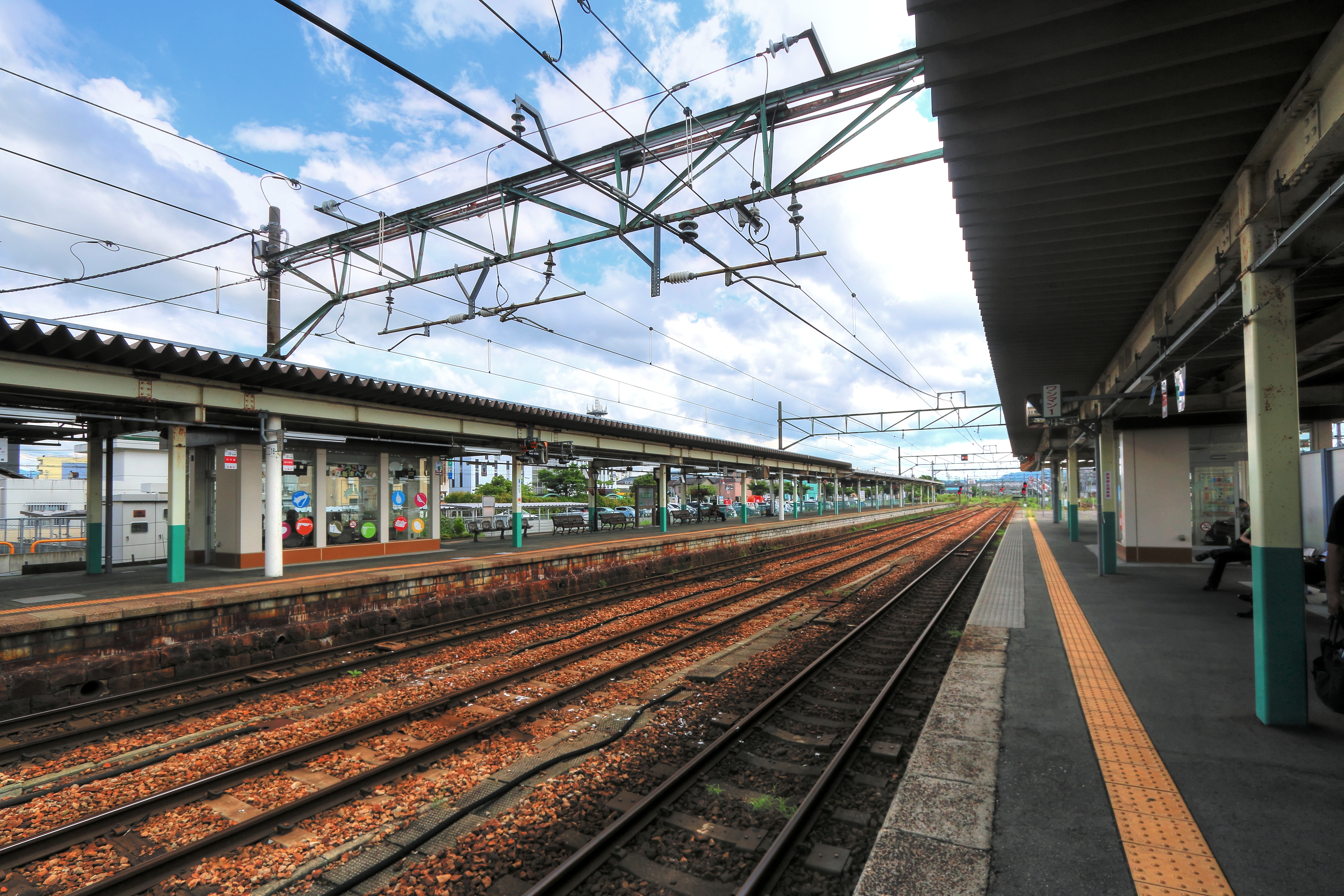
Vue des quais.

  - voies 1 à 5 : direction Aizu-Wakamatsu
- Ligne principale Shin'etsu :
  - voies 1 à 5 : direction Niigata ou Nagaoka et Naoetsu
- Ligne principale Uetsu :
  - voies 1 à 5 : direction Shibata